# Поляковский, Иосиф Болеславович
Ио́сиф Болесла́вович Поляко́вский (14 сентября 1925 года — 26 мая 1981 года) — буровой мастер треста «Туймазабурнефть», Герой Социалистического Труда. Заслуженный нефтяник Башкирской АССР.

## Биография
Иосиф Болеславович Поляковский родился 14 сентября 1925 года в селе Липовка Макаровского района Киевской области Украины.
Образование — среднее специальное, в 1957 году окончил Октябрьский нефтяной техникум.
Трудовую деятельность начал в 1940 году рабочим на железнодорожной станции. В 1945—1953 годах — помощник бурильщика, затем бурильщик, с 1953 года — буровой мастер треста «Туймазабурнефть».
Бригада, руководимая Поляковским Иосифом Болеславовичем, ежегодно добивалась в социалистическом соревновании наибольшей годовой проходки и коммерческой скорости бурения пластов, а также снижения себестоимости буровых работ.
За годы семилетки (1959—1965) скорость проходки возросла на 240 процентов, себестоимость метра проходки снизилась на 30 процентов, а производительность труда возросла на 300 процентов. В результате задание семилетки в объеме 150 600 метров по проходке пластов выполнено бригадой в марте 1964 года.
Буровая бригада вод руководством И. Б. Поляковского постоянно изучала и широко применяла прогрессивные технологии бурения скважин. Объем проходки с промывкой водой ежегодно составлял 95-96 процентов.
Бурение скважин долотами уменьшенных диаметров № 8 и 9 также способствовало улучшению технико-экономических показателей. В 1964 году бригада пробурила долотами уменьшенных диаметров 37 928 метров, или 95 процентов общей проходки пластов, а в 1965 г. вся проходка осуществлялась таким инструментом.
Бригада И. Б. Поляковского одной из первых в конторе бурения внедрила трёхсекционные турбобуры диаметром 68/8 и 71/2. В 1964 г. было пробурено турбобурами 16 скважин из 26, а в 1965 г. — все скважины бригады. Применение трёхсекционных турбобуров обеспечило увеличение проходки долота на 13 процентов по сравнению с проходкой при двухсекционных турбобурах.
18 июня 1965 г. бригада И. Б. Поляковского установила рекордную скорость проходки — 9 589 метров на станок в месяц и пробурила скважину № 1830 на глубину 1 092 метра за 82 часа.
За выдающиеся успехи в эффективном использовании буровой техники, достижение высоких технико-экономических показателей бурения нефтяных скважин и умелое руководство бригадой Указом Президиума Верховного Совета СССР от 6 января 1966 г. И. Б. Поляковскому присвоено звание Героя Социалистического Труда.
В 1967 году назначен начальником участка, в 1970 г. — начальником районной инженерно-технологической службы треста «Туймазабурнефть», с 1974 г. работал инженером-технологом Уфимского управления буровых работ.
Умер 26 мая 1981 года.

## Награды
- Герой Социалистического Труда (1966);
- Награждён орденами Ленина (1966), «Знак Почёта» (1971), медалями.